# João Bonança
João Bonança (Lagos, 1836 - Lisboa, 13 de Abril de 1924), foi um jornalista, escritor e político português. Em 1907 foi o segundo português a ser nomeado para o Prémio Nobel da Literatura, depois de João da Câmara em 1901.

## Biografia

### Nascimento e formação
João Bonança nasceu na cidade de Lagos, em 1836. A sua família forçou-o a estudar numa instituição eclesiástica, tendo concluído o curso com distinção.

### Carreira eclesiástica e profissional
Durante o início da sua carreira como padre, começou a escrever artigos em defesa da liberdade e do progresso, especialmente pela erradicação da pena de morte. Neste período, ainda apresentava uma atitude de moderação e conciliação com a Monarquia e a igreja católica, embora já começasse a revelar uma atitude de descrença para com a religião, o que se reflectiu em alguns artigos mordazes que publicou na imprensa. Em 1862, desloca-se para Lisboa, tendo escrito artigos no periódico Algarviense, onde atacou a pena de morte. Colaborou igualmente no Arquivo Comercial, onde publicou estudos sobre a planeada obra História da Civilização em Portugal, que foi no entanto interrompida devido ao fim daquele periódico. Também colaborou nos jornais Diário de Notícias, onde editou um romance em folhetins, Independência Nacional, e Revolução de Setembro, onde publicou o estudo Fisiologia dos Ladrões. Escreveu igualmente sobre a defesa do Código Civil, junto a Alexandre Herculano, quando este documento esteve a ser discutido nas Câmaras Legislativas, em 1866.
No entanto, a partir de 1868 entrou numa fase de crítica mais acesa contra o estado e a igreja, acusando-as de serem apáticas em relação à pobreza das classes populares, tendo defendido uma nova organização social, com os ideais do socialismo e da república. Nesse mesmo ano, publicou a obra As Questões da Actualidade, onde acusou os asilos de serem focos de pobreza em vez de ajudarem na sua erradicação, tendo aconselhado a instalação de colónias agrícolas. Atacou igualmente a tentativa de vender a província de Moçambique, em artigos no periódico Nacional. Esteve em contacto com vários nomes da Geração de 70, especialmente Antero de Quental e Teófilo de Braga.
Em 1870, deixou a carreira eclesiástica, passando a criticar implacavelmente a igreja, que considerava estar sujeita a uma corrupção interna e estagnação moral. Esta mudança nos seus ideais reflectiu-se principalmente na obra O Século e o Clero, de 1872. Posteriormente, publicou o livro Religião e a Política, obra que foi reeditada, pela primeira vez, em 1871. Enquanto trabalhava noutras reedições, também fundou o periódico O Trabalho, e colaborou na República Federal, os primeiros dois primeiros jornais de índole republicana em Portugal. No ano de 1875, publicou a obra Reorganização Social em Coimbra.
No âmbito do Ultimato Britânico de 1890, atacou violentamente a Grã-Bretanha na terceira parte do seu livro Lutas e Progressos das Ciências, acusando-a de atacar a nação portuguesa desde a Restauração da Independência, e sugerindo a instituição de uma federação das nações latinas. Em 1899, editou o livro A História da Lusitânia e da Ibéria, cujo lançamento foi bem recebido pela imprensa.
Integrou-se no directório do Partido Republicano, e após a Implantação da República, formou o partido Integridade Republicana. Em 1911, candidatou-se à presidência da república, mas não obteve um resultado notável. Nos finais da sua vida, afastou-se da política, tendo publicado a obra Enciclopédia de Aplicações Usuais.

### Falecimento
João Bonança faleceu em Lisboa, no dia 13 de Abril de 1924.

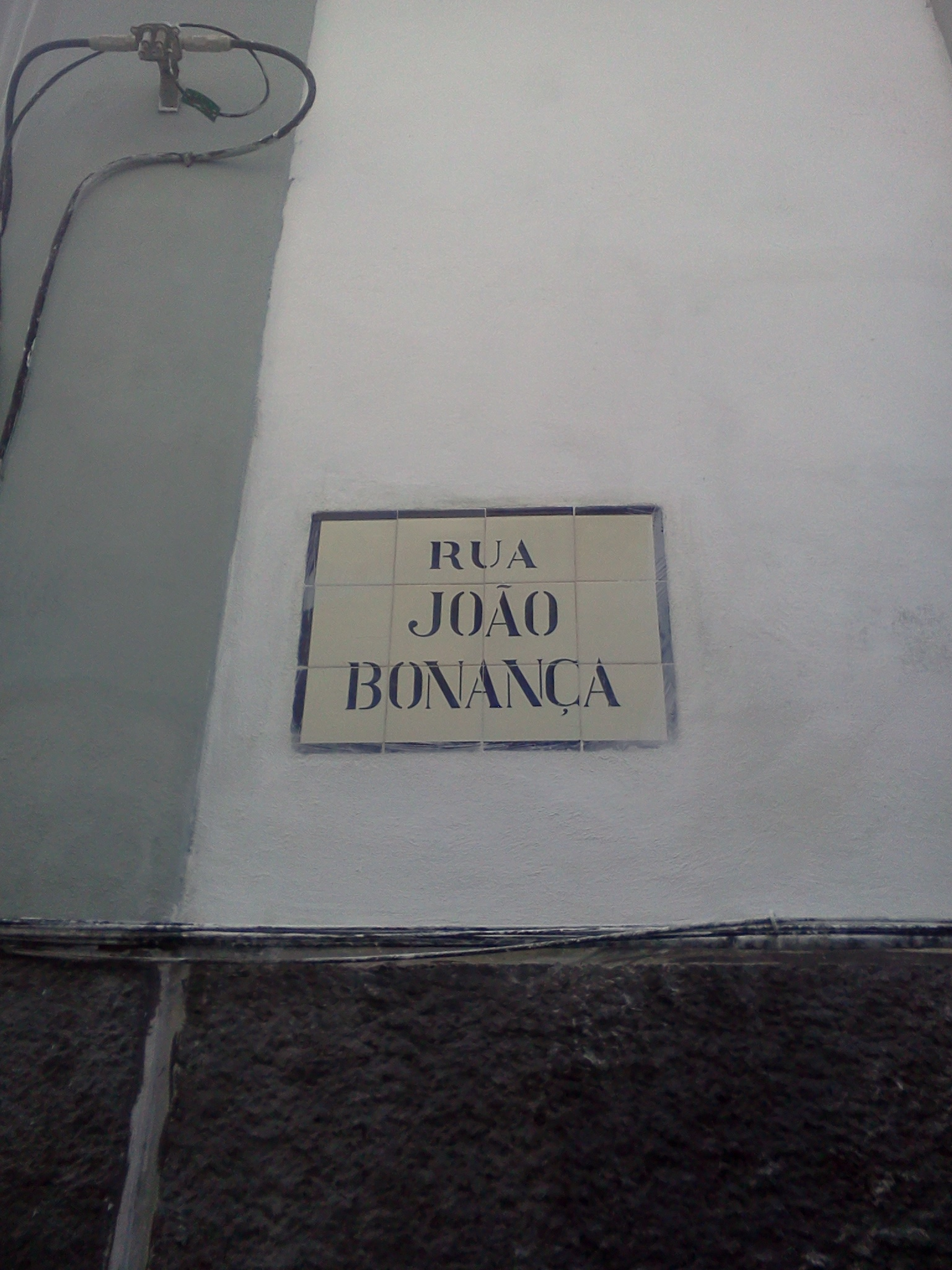
Placa toponímica da Rua João Bonança, em Lagos.

## Homenagens
A autarquia de Lagos colocou o seu nome numa rua do concelho.

## Obras publicadas
- Questões da Actualidade (1868)
- Religião e Política
- O Século e o Clero (1872)
- Reorganização Social (1875)
- Historia da Lusitânia e da Ibéria (1899)
- Lutas e Progressos das Ciências (1890)
- Enciclopédia das Aplicações Usuais (1903)[5]